# Massimo Brambilla
Pour les articles homonymes, voir Brambilla.
Massimo Brambilla est un footballeur italien né le 4 mars 1973 à Vimercate, dans la province de Milan en Lombardie. Il évolue au poste de milieu de terrain devenu entraîneur. 
Massimo Brambilla possède 17 sélections en équipe d'Italie espoirs. Avec cette équipe, il a remporté le Championnat d'Europe Espoirs 1996 et a participé aux Jeux olympiques de 1996 à Atlanta.

## Palmarès
- Vainqueur du Championnat d'Europe Espoirs 1996 avec l'équipe d'Italie espoirs
- Champion d'Italie de Serie B en 2001 avec le Torino Football Club, en 2003 avec l'AC Sienne